# بلقاس أول
بلقاس أول (أبو عرصة سابقاً) هي عزبة تقع في مركز بلقاس، محافظة الدقهلية. تبلغ المساحة:19كم²، وترتفع عن مستوى البحر:
(13م)، تسبب الإسم قبل التغيرفي حرج علي الأهلي، حتي صدر قرار بالنيابة الإدارية بتغير الإسم بالإضافة إلي عدد من القري الأخري.